# Leo Perutz
Leo Perutz (nascido Leopold Perutz, Praga, 2 de novembro de 1882 — Bad Ischl, Áustria, 25 de agosto de 1957) foi um escritor austríaco de origem sefardita. Trabalhou por muitos anos como atuário de seguros.

## Biografia
Leo Perutz foi o filho mais velho de Benedikt Perutz, um prospero empresário têxtil, e sua esposa Emilie, de origem austríaca. Sua família paterna era de descendência sefardita e estava estabelecida desde 1750 na cidade de Rakonitz, à 50 km da cidade de Praga. Os Perutz era de religião  judia, ainda que não ortodoxos. Leo tinha três irmãos menores, dois irmãos (Paul, nascido em 1985;e Hans, nascido em 1892),e uma irmã (Charlote, nascida em 1888)
Leopold não foi um bom estudante. Frequentou Com Resultados medíocres a prestigiada escola dos padres escolápios, e logo depois o ginásio na escola pública de Praga, onde foi expulso por mau comportamento. incrito no liceu de Krummau, abandonou antes de se graduar. Em 1902 a família se muda para Viena onde desenvolveria uma crescente atividade comercial que duraria até anexação do estado austríaco pela Alemanha nazista(Anschluss). em Viena, Leopold tentou concluir os estudos no ginásio, mas, visto os maus resultados, decidiu trabalhar na empresa da família, onde permaneceu até 1903 quando se aprensentou como voluntário para o serviço militar em Praga. foi dispensado por motivos de saúde em 1904.
Desde 1905 assistiu como ouvinte (pois não dispunha do requisitos necessários para se matricular regularmente) as faculdades de filosofia e matemática da Universidade de Praga.

## Obra

### Romance e peças de teatro
- Die dritte Kugel (1915). DTV, München 2007, ISBN 978-3-423-13579-5.
- Das Mangobaumwunder. Eine unglaubwürdige Geschichte (1916) (junto com Paul Frank). Knaur, Munique 1998, ISBN 3426601001
- Zwischen neun und neun (1918)
- Die Feldgerichte und das Volksgericht (anómino, 1919)
- Das Gasthaus zur Kartätsche. Eine Geschichte aus dem alten Österreich (1920)
- Der Marques de Bolibar (1920). Zsolnay, Wien 2004, ISBN 978-3-552-05305-2
- Die Geburt des Antichrist (1921)
- Der Meister des Jüngsten Tages (1923)
- Turlupin (1924)
- Der Kosak und die Nachtigall (1927) (junto com Paul Frank)
- Wohin rollst du, Äpfelchen… (1928)
- Die Reise nach Preßburg (teatro, junto com Hans Adler, estréia: 1930 em Josephstadt, direção: Emil Geyer)
- Herr, erbarme Dich meiner (1930) (novelas)
- St. Petri-Schnee (1933). Zsolnay, Wien 2007, ISBN 978-3-552-05420-2
- Morgen ist Feiertag (comédia, junto com Hans Adler e Paul Frank, estréia: 1935 em Viena)
- Der schwedische Reiter (1936)
- Warum glaubst Du mir nicht? (1936) (comédia, junto com Paul Frank)
- Nachts unter der steinernen Brücke. Ein Roman aus dem alten Prag. Frankfurter Verlagsanstalt, Frankfurt/Main 1953.
- Der Judas des Leonardo (postúm, 1959). DTV, Munque 2005. ISBN 3-423-13304-X
- Mainacht in Wien (1996) (fragmentos postúmos). DTV, Munique 2007, ISBN 978-3-423-13544-3.

### Outros trabalhos
- Victor Hugo: Quatrevingt-treize (1925, Das Jahr der Guillotine, junto com  Oswald Levett)
- Victor Hugo: Bug-Jargal (1929, Flammen auf San Domingo, junto com Oswald Levett)

### Adaptações fílmicas
- Das Abenteuer des Dr. Kircheisen (1921)
- Der Marquis von Bolivar (1922)
- Die Geburt des Antichrist (1922)
- Bolibar (1929)
- Der Kosak und die Nachtigall (1935)
- Historia de una noche (1941)
- Ceniza al viento (1942)
- Historia de una noche (1963)
- Der Meister des jüngsten Tages (1990)
- Tyro (1990)
- St. Petri Schnee (1991)

## Literatura
- Clemens K. Stepina (ed.): Stationen. Texte zu Leben und Werk von Leo Perutz. Schnittstellen Bd. 3. Edition Art Science, Wien, St. Wolfgang 2008, ISBN 978-3-902157-35-5
- Henry Keazor: »(…) als hätte man ihm einen Hieb vor die Stirne versetzt«: »Sinnreiche Bildnisse« bei Leo Perutz, em: Matthias Bauer, Fabienne Liptay und Susanne Marschall (ed.): Kunst und Kognition - Interdisziplinäre Studien zur Erzeugung von Bildsinn, Wilhelm Fink, Munique 2008, ISBN 978-0-7100-9298-4, p. 87–113
- Alexander Peer: Herr, erbarme dich meiner! Leo Perutz, Leben und Werk Edition Arts & Science, Wien/St. Wolfgang 2007, ISBN 978-3-902157-24-9
- Hans-Harald Müller: Leo Perutz. Biographie. Zsolnay, Viena 2007, ISBN 978-3-552-05416-5
- Monica Strauss: Leo Perutz. Romancier des alten Prag Em: Aufbau Nr. 3/2007, P. 14f. ISSN 0004-7813
- Marina Rauchenbacher: Wege der Narration. Subjekt und Welt in Texten von Leo Perutz und Alexander Lernet-Holenia. Praesens, Wien 2006, ISBN 978-3-7069-0359-2
- Brigitte Forster, Hans-Harald Müller (ed.): Unruhige Träume, abgründige Konstruktionen. Dimensionen des Werks, Stationen der Wirkung. Beiträge zum zweiten Internationalen Perutz-Symposium, das vom 20. bis 23. September 2000 in Wien und Prag abgehalten wurde. Sonderzahl, Wien 2002, ISBN 3-85449-197-2
- Arndt Krieger: »Mundus symbolicus« und semiotische Rekurrenz. Zum ironischen Spiel der Wirklichkeitssignale in Romanen von Leo Perutz. Düsseldorf 2000
- Ulrike Siebauer: Leo Perutz – Ich kenne alles. Alles, nur nicht mich. Bleicher, Gerlingen 2000
- Karl Sigmund: Musil, Perutz, Broch - Mathematik und die Wiener Literaten, Mitteilungen Deutscher Mathematikerverein, 1999, caderno 2, p. 47-54
- Hans-Harald Müller: Leo Perutz. Beck, Munique 1992
- Michael Mandelartz: Poetik und Historik. Christliche und jüdische Geschichtstheologie in den Romanen von Leo Perutz. Tübingen 1992, ISBN 3-484-65102-4 Conteúdo e resumo
- Leo Perutz 1882–1957. Eine Ausstellung der Deutschen Bibliothek Frankfurt am Main. Wien/Darmstadt 1989, ISBN 3-552-04139-7
- Dietrich Neuhaus: Erinnerung und Schrecken. Frankfurt am Main 1984